# 哈里·沃伯顿
哈里·沃伯顿（英語：Harry Warburton，1921年4月10日—2005年5月1日），瑞士男子雪车运动员。他曾代表瑞士参加1956年冬季奥林匹克运动会雪车比赛，联同马克斯·昂斯特获得男子双人铜牌。